# مفتاح ويندوز

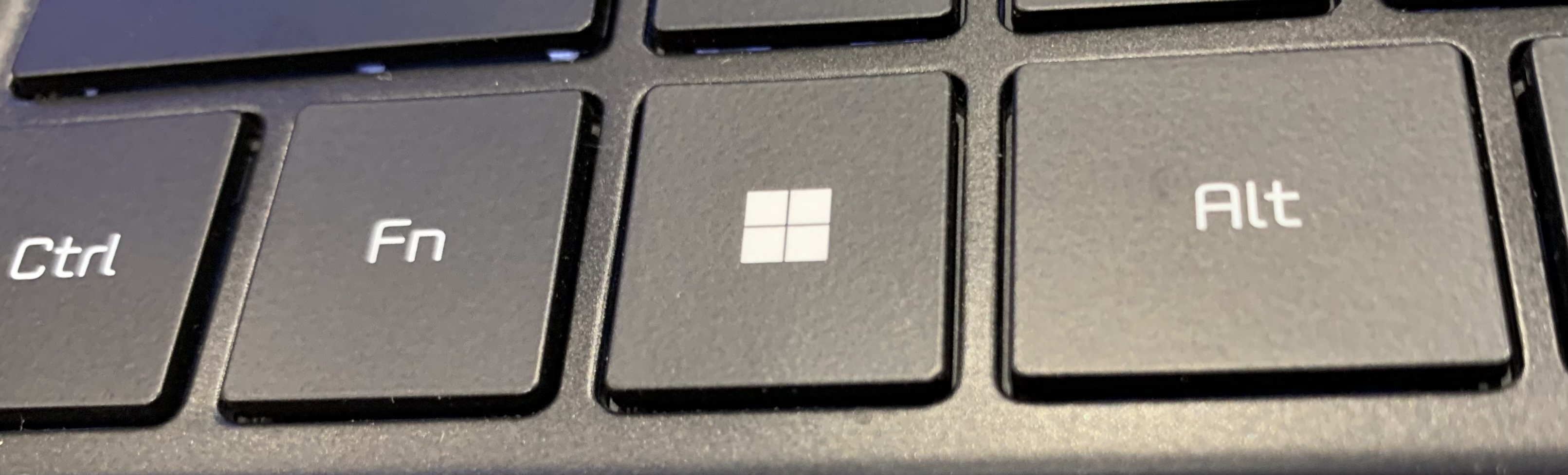
يتميز ويندوز 11 بتصميم يعكس شعار ويندوز الحالي، باستخدام أربعة مربعات متساوية الحجم.

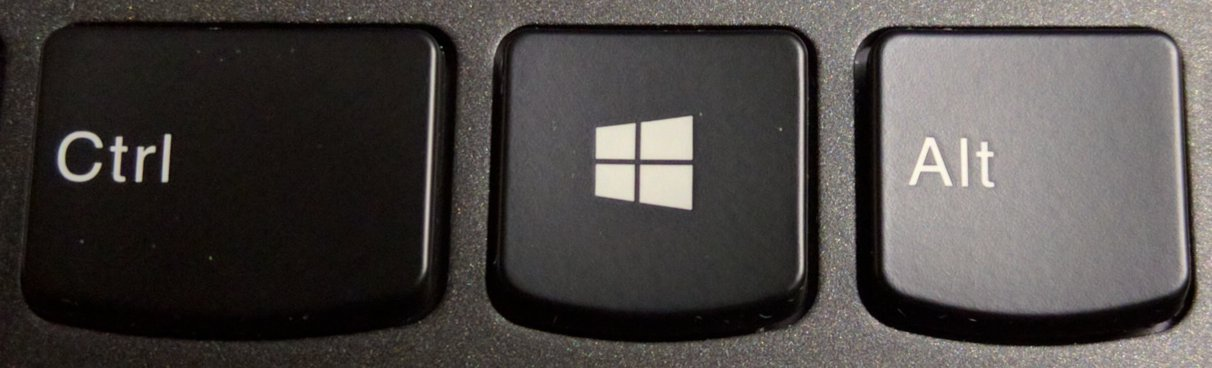
مفتاح ويندوز (الوسط) الذي يتم شحنه مع ويندوز 8 وويندوز 8.1 وويندوز 10.

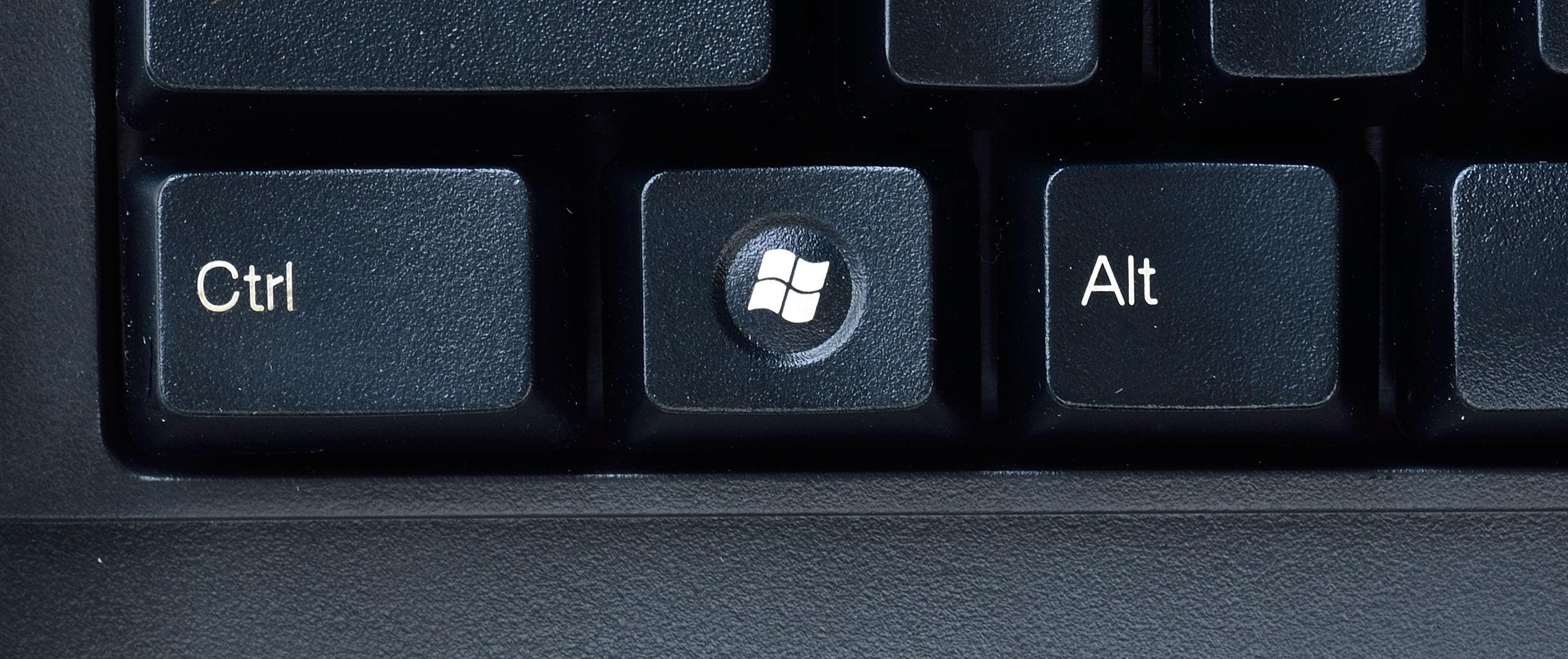
مفتاح ويندوز السابق (في الوسط) مع كرة تحيط بشعار ويندوز المثبت في المنتصف والمستخدم لنظامي التشغيل ويندوز فيستا وويندوز 7. بالنسبة لنظام التشغيل ويندوز إكس بي، لم يكن للشعار أي كرة محيطة به وكان بعيدًا عن المنتصف إلى اليسار.

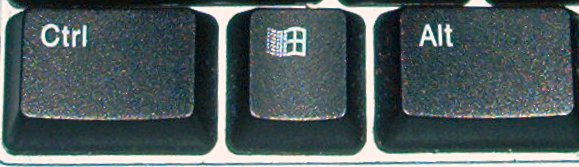
ظهر أول مفتاح ويندوز (في الوسط) مع ويندوز 95.

مفتاح ويندوز (بالإنجليزية: Windows Key)‏ هو مفتاح لوحة مفاتيح ظهر لأول مرة في أحد لوحات مايكروسوفت عام 1994. أصبح هذا المفتاح أساسيا في لوحات مفاتيح الحاسوب. في نظام التشغيل ويندوز، يؤدي النقر فوق المفتاح إلى إظهار قائمة البدء. Ctrl+Esc يقوم بنفس الغرض في حال افتقار لوحة المفاتيح لهذا المفتاح.

## التاريخ والاستخدام
تاريخيا، كانت إضافة مفتاحي ويندوز نقلة نوعية للوحات المفاتيح من تخطيط 101-102 مفتاح إلى تخطيط 104-105 مفتاح. مقارنة بالتخطيط السابق فقد تم وضع مفتاح ويندوز بين مفتاحي Ctrl الأيسر و Alt الأيسر، أما مفتاح الويندوز الآخر ومفتاح القائمة فقد تم وضعهما بين مفتاحي Alt الأيمن (أو مفتاح تبديل رسم) ومفتاح Ctrl الأيمن.
تم إنشاء مفاتيح مماثلة لهذا المفتاح في السابق، فقد ظهر مفتاح ⌘ Command على أجهزة حواسيب آبل في عام 1980 ومفتاح Meta في أجهزة حواسيب ليسب أو يونكس عام 1970.
في أجهزة الحواسيب المحمولة وباقي لوحات المفاتيح المضغوطة من الشائع أن يكون هناك مفتاح ويندوز واحد فقط (عادة ما يكون على اليسار). في أجهزة سطح مكتب مايكروسوفت للترفيه (بالإنجليزية: Microsoft Entertainment System)‏ المصممة لويندوز فيستا، كان مفتاح ويندوز أسف لوحة المفتاح (حيث يستقر إبهام المستخدم).
تتميز بعض لوحات المفاتيح في فترة نظامي التشغيل ويندوز فيستا وويندوز 7 بوجود نتوء دائي يحيط بالشعار مما يميز شعور المفتاح عن المفاتيح الأخرى.
في أجهزة الحاسوب اللوحية التي تعمل بنظام ويندوز 8، نصت متطلبات شهادة الأجهزة في البداية على أن يكون مفتاح ويندوز في الوسط على الإطار الموجود أسفل الشاشة، ما عدا الأجهزة القالبة للتحويل حيث يسمح للمفتاح بأن يكون بعيداً عن المركز في تكوين الجهاز اللوحي. تم تخفيف هلذ المطلب بعد إطلاق ويندوز 8.1، مما يسمح بوضع مفتاح ويندوز في الحافة، ولكن وضعه في المنتصف ما زال مفضلا.

## الترخيص
تنظم مايكروسوفت مظهر صورة شعار مفتاح ويندوز بترخيص مُعد خصيصاً لمصنعي لوحات المفاتيح ("Microsoft Windows Logo Key Logo License Agreement for Keyboard Manufacturers"). مع تقديم شعار مايكروسوفت ويندوز جديد تم استخدامه لأول مرة مع ويندوز إكس بي، تم تحديث الإتفاقية لتتطلب إعتماد التصميم الجديد لجميع لوحات المفاتيح المصنعة بعد 1 سبتمبر 2003. ومع إصدار نظام التشغيل ويندوز فيستا، نشرت مايكروسوفت إرشادات لمفتاح ويندوز جديد يشتمل على شعار ويندوز في دائرة منخفضة مع نسبة تباين لا تقل عن 3:1 فيما يتعلق بالخلفية التي يتم تطبيق المفتاح عليها.

## الاستخدام مع مايكروسوفت ويندوز
منذ إصدار ويندوز 95 وحتى ويندوز 7 كان النقر فوق مفتاح ويندوز يؤدي لإظهار شريط المهام (إن لم يكن مرئيا) وفتح قائمة البدء.في ويندوز سيرفر 2012 وويندوز 8 قام المفتاح بعرض نافذة البدء ولكن لا يظهر شريط المهام. ولكن بدءًا من ويندوز 10 تمت إعادة تلك الميزة مرة أخرى.
يتيح الضغط على المفتاح جنبا إلى جنب مع بعض المفاتيح الأخرى إلى استدعاء العديد من الوظائف الشائعة من خلال لوحة المفاتيح. الضغط على Ctrl+Esc باستمرار لن يؤدي إلى استبدال مفتاح ويندوز في هذه الحالة. توفر اختصارات مفتاح ويندوز يعتمد على عدة عوامل، كخيارات إمكانية الوصول، وإصدار ويندوز، وتوافر بعض البرمجيات كنهج المجموعة إن أمكن.
فيما يلي قائمة لأهم الاختصارات التي تعمل مع النظام ما لم يذكر خلاف ذلك، هذه الاختصارات تعمل في إصدارات ويندوز التي تليها، ويمكن للمستخدمين وضع اختصارات خاصة بهم.

### ويندوز 95 وويندوز إن تي 4.0
تعمل هذه الاختصارات في نظامي التشغيل ويندوز 95 وويندوز إن تي 4.0.
- ⊞ Win يفتح قائمة البدء.
- ⊞ Win+D يظهر سطح المكتب (ويخفي حتى النوافذ التي لا يمكن تصغيرها)، أو يسترجع النوافذ الخفية عند الضغط عليه مرة أخرى.
- ⊞ Win+E يفتح مستكشف ويندوز (بالإنجليزية: Microsoft Explorer)‏.
- ⊞ Win+F يبحث عن الملفات أو المجلدات.
- ⊞ Win+M يصغر جميع النوافذ.
- ⊞ Win+⇧ Shift+M يسترجع جميع النوافذ التي تم تصغيرها من خلال ⊞ Win+M.
- ⊞ Win+R يقوم بتشغيل ران كوماند.
- ⊞ Win+U خيارات إمكانية الوصول.
- ⊞ Win+Pause أو ⊞ Win+Break يظهر معلومات الحاسوب.
- ⊞ Win+F1 يظهر قائمة المساعدة.
- ⊞ Win+Ctrl+F البحث عن الحواسيب في الشبكة.
- ⊞ Win+Tab ↹ ينتقل بين أزرار شريط المهام. تم تغيير هذا الاختصار في ويندوز فيستا.

### ويندوز 2000
أضاف ويندوز 2000 ما يلي:
- ⊞ Win+L تقوم بقفل سطح المكتب.

### ويندوز إكس بي
أضاف ويندوز إكس بي ما يلي:
- ⊞ Win+B يظهر أول أيقونة في قائمة الإشعارات.
- ⊞ Win+Ctrl+F البحث عن الحواسيب الأخرى في الشبكة. يتطلب خدمات نطاق المجلدات الفعالة.
- ⊞ Win+L قفل سطح المكتب و (في حال تشغيل خيار تحويل المستخدم السريع) تقوم بإظهار قائمة تغيير المستخدم

### ويندوز اكس بي نسخة مركز الوسائط
أضاف ويندوز اكس بي نسخة مركز الوسائط ما يلي:
- ⊞ Win+Alt+↵ Enter يقوم بفتح برنامج مركز الوسائط (بالإنجليزية: Media Center)‏.

### ويندوز فيستا
اضاف Windows Vista الاختصارات التالية:
- ⊞ Win+Space bar إظهار الشريط الجانبي في المقدمة.
- ⊞ Win+G تظهر إضافات الشريط الجانبي، تم حذف إضافات الشريط الجانبي في ويندوز 8. هذا الخيار يظهر قائمة ألعاب إكس بوكس في ويندوز 10.
- ⊞ Win+X تظهر مركز تنقل ويندوز. هذا الخيار يعمل فقط في حال تفعيل خاصية الحاسوب المتنقل. هذا الاختصار تم تغييره في ويندوز 8.
- ⊞ Win+Tab ↹ يقوم بتحويل النافذة باستخدام إرو فلب 3D. تم حذف إرو فلب 3D في ويندوز 8 وتم تغيير هذا الإختصار.
- ⊞ Win+Ctrl+Tab ↹ نفس الخيار أعلاه ولكن النافذة تبقى ثابتة ويمكنك تغييرها باستخدام مفاتيح الأسهم.

### ويندوز 7
أضاف ويندوز 7 الاختصارات التالية:
- ⊞ Win+↑ تكبير النافذة.
- ⊞ Win+↓ يعيد النافذة لحجمها الأصلي، أو يقوم بتصغيرها.
- ⊞ Win+← أو → تثبيت النافذة يمين أو يسار الشاشة.
- ⊞ Win+⇧ Shift+← أو → يحرك النافذة إلى الشاشة التالية في حال وجود أكثر من شاشة.
- ⊞ Win++ فتح أداة التكبير.
- ⊞ Win+- التصغير في حال كانت أداة التكبير تعمل.
- ⊞ Win+Esc الخروج من التكبير.
- ⊞ Win+Home يصغر جميع النوافذ ما عدا النافذة الرئيسية. الضغط مرة أخرى يعيد باقي النوافذ.
- ⊞ Win+D يصغؤ جميع النوافذ. الضغط مرة أخرى يعيد جميع النوافذ.

### ويندوز 8
أضاف ويندوز 8 ما يلي:
- ⊞ Win يفتح شاشة البدأ.
- ⊞ Win+Space bar يقوم بتغيير لغة لوحة المفاتيح، عكس Alt+⇧ Shift فهذا الإختصار يظهر إشعارا في حال الضغط عليه.
- ⊞ Win+PrtScr أو ⊞ Win+Volume up يلتقط صورة شاشة ويحفظها في مجلد الصور كملف PNG.[9]

### ويندوز 8.1
أضاف ويندوز 8.1 ما يلي:
- ⊞ Win+O قفل إتجاه الجهاز[10]
- ⊞ Win+S البحث.
- ⊞ Win+U فتح إعدادات الوصول.
- ⊞ Win+V إظهار الإشعارات.

### نظام التشغيل Windows 10
أضاف Windows 10 ما يلي:
- ⊞ Win+A يفتح مركز الصيانة.
  - ⊞ Win+V أو ⊞ Win+⇧ Shift+V يتنقل عبر الإشعارات.
- ⊞ Win+V سجل الحافظة (بعد تحديث أكتوبر 2018).[12]
- ⊞ Win+C يفتح وضع الاستماع في كورتانا.
- ⊞ Win+G شريط الألعاب.
  - ⊞ Win+Alt+R يبدأ التسجيل أو يوقفه. يتم حفظ جميع التسجيلات في مجلد الصور المتحركة كملف MP4.
  - ⊞ Win+Alt+G آخر 30 ثانية عند تشغيل التسجيل في الخلفية للعبة.
  - ⊞ Win+Alt+T يظهر مؤقت التسجيل أو يخفيه.
- ⊞ Win+I يفتح الإعدادات.
- ⊞ Win+F مركز الملاحظات.
- ⊞ Win+Tab ↹ الانتقال بين النوافذ.[13]
- ⊞ Win+Ctrl+D إنشاء سطح مكتب افتراضي جديد..
- ⊞ Win+Ctrl+F4 يغلق سطح المكتب الافتراضي النشط.
- ⊞ Win+Ctrl+← أو → التبديل بين أسطح المكتب الافتراضية.
- ⊞ Win+. يفتح لوحة الرموز التعبيرية أثناء الكتابة (تم تغيير هذا في "تحديث مايو 2019").[14]
- ⊞ Win+H يفتح شريط أدوات الإملاء.[15]
- ⊞ Win+Ctrl+⇧ Shift+Alt+D يفتح OneDrive.
- ⊞ Win+Ctrl+⇧ Shift+Alt+L يفتح موقع LinkedIn.
- ⊞ Win+Ctrl+⇧ Shift+Alt+N يفتح OneNote.
- ⊞ Win+Ctrl+⇧ Shift+Alt+O يفتح برنامج Outlook.
- ⊞ Win+Ctrl+⇧ Shift+Alt+P يفتح PowerPoint.
- ⊞ Win+Ctrl+⇧ Shift+Alt+T يفتح الفرق.
- ⊞ Win+Ctrl+⇧ Shift+Alt+W يفتح Word.
- ⊞ Win+Ctrl+⇧ Shift+Alt+X يفتح برنامج Excel.

### ويندوز 11
أضاف ويندوز 11 ما يلي:
- ⊞ Win+C يفتح مايكروسوفت كوبايلوت.

### مايكروسوفت أوفيس
قد تضيف بعض البرامج المثبت إختصارات أخرى تستخدم مفتاح ويندوز. على سبيل المثال، العديد من تطبيقات مايكروسوفت أوفيس تقوم بإضافة اختصارات جديدة:
- ⊞ Win+⇧ Shift+S إلتقاط لقطة شاشة في ون نوت.
- ⊞ Win+E فتح نافذة جديدة في ون نوت.
- ⊞ Win+⇧ Shift+N فتح ون نوت.
- ⊞ Win+Y فتح سكايب للأعمال.

## الإستخدام مع أنظمة التشغيل الأخرى
يمكن استخدام مفتاح ويندوز مع أنظمة تشغيل أخرى.
في أنظمة تشغيل يونكس والشبيهة بينوكس كان هذا المفتاح يعطى اسم «سوبر» (في الإصدارات السابقة كان يستخدم اسم «ميتا»). أغلب بيئات سطح المكتب تستخدم هذا المفتاح كما هو في ويندوز، وأغلب الإختصارات تقوم بأفعال مطابقة. ولكن هناك أيضا بعض الإختصارات غير الموجودة في ويندوز فعلى سبيل المثال يمكن سحب النافذة من المنتصف عند الضغط على مفتاح ويندوز.
إذا قام أحدهم بتوصيل لوحة مفاتيح ويندوز بجهاز حاسوب يعمل بنظام ماك أو إس، فإن مفتاح ويندوز يعمل بمثابة ⌘ Command . يؤدي ذلك إلى تبديل مواقع ⌘ Command و Alt من لوحات مفاتيح ماكينتوش العادية. يؤدي توصيل لوحة مفاتيح ماكينتوش بجهاز يعمل بنظام ويندوز (أو لينكس) إلى جعل ⌘ Command يعمل مثل ⊞ Win، مرة أخرى مع تبديل المواقع باستخدام Alt من اللوحة العادية.
إذا قام أحدهم بتوصيل لوحة مفاتيح ويندوز بجهاز يعمل بنظام تشغيل كروم أو إس، فإن مفتاح ويندوز يعمل بمثابة مفتاح Search. يوجد هذا المفتاح في المكان الذي سيكون فيه نفس مكان مفتاح ⇪ Caps Lock في اللوحات الأخرى.

## وصلات خارجية
صفحة دعم Microsoft
- اختصارات لوحة المفاتيح في ويندوز والإصدارات الأحدث
- كيفية تفعيل أو تعطيل مفتاح ويندوز الخاص بلوحة المفاتيح